# Xu Zechen
Xu Zechen (xinès:徐)则臣) (Donghai 1978) escriptor xinès. A la Xina, és reconegut com un dels millors escriptors de la generació "després dels 70”. Premi Mao Dun de Literatura de l'any 2019, per la novel·la "北上- Bei Shang " (Northward).

## Biografia
Xu Zechen va néixer l'any 1978 a Lianyungang, província de Jiangsu a la Xina. Va obtenir el títol de batxillerat a l'Escola de Llengua i Literatura Xineses a la Universitat Normal de Nanjing.
El 1978 es va llicenciar en literatura xinesa a la Universitat de Pequín (北京大学 中文系). Després de graduar-se a la universitat, va exercir de professor durant dos anys abans de convertir-se en redactor de la revista literària "Literatura del poble" (人民 文学 杂志 社 编辑). El 2002, Xu va deixar la seva feina i va anar a Pequín per continuar els seus estudis. "Vaig prendre la decisió perquè la idea de sortir i explorar el món m'havia entossudit tots aquests anys", afirmà.
Xu va ser una de les revelacions de la Fira del Llibre de Frankfurt el 2009 i l'abril del 2012 va ser un dels escriptors de la delegació xinesa convidats a la Fira del Llibre de Londres.
El 2009 va ser redactor a la Residència a la Creighton University de Nebraska i el 2010 va participar al Programa Internacional de Redacció de la Universitat d'Iowa.

### Obres destacades i premis
Amb trenta-quatre anys, Xu Zechen ja havia publicat un nombre impressionant de relats breus i llargs. La ficció de Xu se centra principalment en les classes socials menys afortunades de la Xina (els venedors de DVDs pirates, els treballadors migrants) i el seu estil realista incorpora un cert humor en les descripcions de les lluites socials.
El seu conte "Ah, Pequín! "(" 啊, 北京 "), narra la història dramàtica d'un poeta que també és un falsificador, Bian Hongqi (边 红旗), i el 2005 va ser adaptat per al cinema pel director Jin Chen (金琛), amb el títol "Hello Beijing" ("北京 你好") i és un retrat de l'univers típic de Xu Zechen, amb venedors de tot tipus de falsificacions, antiguitats falses, i DVDs pirates.
El 2014 va rebre el premi de contes curts del setè Premi de literatura Lu Xun per la seva obra "Ruguo Daxue Feng Men 如果大雪封门 traduïda a l'anglès com "If a Snowstorm Seals the Door".
El 2015 la novel·la "Yelusaleng (耶路撒冷) Jerusalem" va guanyar el Premi Lao She de Literatura, va ser nominada al 9è Premi Mao Dun de Literatura i va rebre el primer premi Cross-Strait Young Writers Award del 2016.
Algunes de les seves obres han estat traduïdes a l'anglès, alemany, italià, francès, holandès, coreà, japonès i mongol. Hi ha una traducció al castellà de "跑步穿过中关村" amb el títol de "Corriendo por Beijing" i traduïda a l'anglès com Running Through Beijng.